# 訊凱國際
訊凱國際股份有限公司（英語：Cooler Master Co., Ltd），是一家台灣電腦硬體生產商，1992年11月17日由現任總裁林仁政創立於台北市（初設立時原名「訊凱有限公司」），以生產個人電腦用散熱器起家。產品陣線陸續擴大到電腦機殼、電源供應器、液冷散熱系統與其它電腦周邊。
訊凱的產品在DIY電腦領域擁有相當程度的知名度，於2002年至2003年間將旗下的事業部拆分成零售產品事業部以及ODM/OEM散熱系統解決方案事業部。2013年間此二事業部正式分割成二家公司（訊凱國際股份有限公司與酷碼科技股份有限公司）。訊凱國際主要提供客製化散熱解決方案給行動，娛樂，個人電腦，資訊，通信，工業與交通等行業應用的客戶。

## 自有品牌
訊凱國際以Cooler Master（酷碼）自有品牌行銷歐美及亞洲。2002年，Cooler Master在中国大陆成立分公司，中文名为“酷冷至尊”。

## 外部連結
- 訊凱國際